# Jelenin Żagański
Jelenin Żagański – zlikwidowany przystanek kolejowy, dawniej stacja kolejowa we wsi Jelenin w woj. lubuskim, w powiecie żagańskim, w gminie Żagań.